# Homininae
De Homininae vormen een onderfamilie van de familie mensachtigen (Hominidae), waaronder de huidige mens (Homo sapiens) valt. Tot de Homininae behoren ook de gorilla's, chimpansees en enkele uitgestorven geslachten, waarvan Australopithecus en Praeanthropus de belangrijkste zijn.

## Definitie
De Homininae zijn een groep mensapen die bestaat uit de mens (Homo) en alle soorten die nauwer verwant zijn aan de mens dan aan het geslacht Pongo, de orang-oetans.
Een typisch kenmerk van de Homininae is dat ze niet aan takken slingeren.

## Soorten
Tegenwoordig bestaan er nog vijf soorten Homininae: twee gorilla's, de bonobo, de chimpansee en de mens. Er zijn tweeëntwintig fossiele soorten in vier fossiele geslachten bekend. Homo is met twaalf soorten het grootste geslacht. Ze worden ingedeeld in twee deelgroepen die traditioneel tribus genoemd worden: de Gorillini voor de gorilla's en de Hominini voor de chimpansees, mensen en andere fossielen.

## Indeling van soorten en ondersoorten
De groep Homininae omvat de geslachten Gorilla, Ardipithecus, Australopithecus, Homo, Praeanthropus en Sahelanthropus. Orrorin wordt soms beschouwd als een synoniem van Praeanthropus en Kenyanthropus van Homo. Australopithecus aethiopicus, A. boisei en A. robustus worden door sommigen tot het aparte geslacht Paranthropus gerekend.

## Evolutie
Ongeveer vijfentwintig miljoen jaar geleden hebben zich de mensapen ontwikkeld. Hierbinnen zijn de mensachtigen geëvolueerd. Uit DNA-onderzoek is gebleken dat dit ongeveer acht tot vijftien miljoen jaar geleden is gebeurd.
Het is heel moeilijk te bepalen welke mensachtigen deel uitmaken van de lijn die uiteindelijk tot de moderne mens heeft geleid en welke zich als zijtakken apart hebben ontwikkeld. Deze zijtakken staan dan los van de evolutielijn van Homo sapiens, maar zijn wel uit een voorouder van de huidige mens geëvolueerd. Ook worden er steeds nieuwe ontdekkingen gedaan van nog niet beschreven mensachtige soorten.
Uit genetisch onderzoek is gebleken dat Homo sapiens ongeveer 300.000 jaar geleden zou zijn ontstaan. "Homo sapiens idaltu" zou hiervan een bewijs zijn.

## Taxonomie
- Onderfamilie: Homininae (5 soorten)
  - Geslachtengroep: Gorillini (Gorilla's) (2 soorten)
    -  Geslacht: Gorilla (Gorilla's) (2 soorten)
      - Soort: Gorilla beringei (Oostelijke gorilla)
        - Ondersoort: Gorilla beringei beringei (Berggorilla)
        -  Ondersoort: Gorilla beringei graueri (Oostelijke laaglandgorilla)

      -  Soort: Gorilla gorilla (Westelijke gorilla) 
        - Ondersoort: Gorilla gorilla diehli (Cross Rivergorilla)
        -  Ondersoort: Gorilla gorilla gorilla (Westelijke laaglandgorilla)

  -  Geslachtengroep: Hominini (3 soorten)
    - Geslacht: Ardipithecus †
      - Soort: Ardipithecus kadabba †
      -  Soort: Ardipithecus ramidus †

    - Geslacht: Australopithecus †
      - Soort: Australopithecus afarensis †
      - Soort: Australopithecus africanus †
      - Soort: Australopithecus anamensis †
      - Soort: Australopithecus bahrelghazali †
      - Soort: Australopithecus deyiremeda †
      - Soort: Australopithecus garhi †
      -  Soort: Australopithecus sediba †

    - Geslacht: Homo (Mensen) (1 soort)
      - Soort: Homo antecessor †
      - Soort: Homo cepranensis (Ceprano-mens) †
      - Soort: Homo denisova (Denisova-mens) †
      - Soort: Homo erectus †
        - Ondersoort: Homo erectus erectus †
        - Ondersoort: Homo erectus javanicus (Javamens) †
        - Ondersoort: Homo erectus lantianensis (Lantianmens) †
        - Ondersoort: Homo erectus meganthropus †
        - Ondersoort: Homo erectus nankinensis (Nanjingmens) †
        - Ondersoort: Homo erectus pekinensis (Pekingmens) †
        - Ondersoort: Homo erectus soloensis (Solo-mens) †
        - Ondersoort: Homo erectus tautavelensis (Tautavel-mens) †
        - Ondersoort: Homo erectus wushanensis (Wushanmens) †
        -  Ondersoort: Homo erectus yuanmouensis (Yuanmoumens) †

      - Soort: Homo ergaster †
      - Soort: Homo floresiensis (Floresmens) †
      - Soort: Homo georgicus (Dmanisi-mens) †
      - Soort: Homo habilis †
      - Soort: Homo heidelbergensis (Heidelbergmens) †
      - Soort: Homo helmei †
      - Soort: Homo naledi †
      - Soort: Homo neanderthalensis (Neanderthaler) †
      - Soort: Homo rhodesiensis (Rhodesiëmens) †
      - Soort: Homo rudolfensis †
      -  Soort: Homo sapiens (Mens)

    - Geslacht: Keyanthropus †
      -  Soort: Keyanthropus platyops †

    - Geslacht: Pan (Chimpansees) (2 soorten)
      - Soort: Pan paniscus (Bonobo of dwergchimpansee)
      -  Soort: Pan troglodytes (Chimpansee)
        - Ondersoort: Pan troglodytes schweinfurthii
        - Ondersoort: Pan troglodytes troglodytes
        - Ondersoort: Pan troglodytes vellerosus
        -  Ondersoort: Pan troglodytes verus (West-Afrikaanse chimpansee)

    - Geslacht: Paranthropus † 
      - Soort: Paranthropus aethiopicus †
      - Soort: Paranthropus boisei †
      -  Soort: Paranthropus robustus †

    - Geslacht: Praeanthropus †
      -  Soort: Praeanthropus tugenensis †

    -  Geslacht: Sahelanthropus †
      -  Soort: Sahelanthropus tchadensis †

## Alternatieve indeling
- Onderfamilie: Homininae (5 soorten) (chronologische rangschikking)
  - Geslachtengroep: Gorillini (2 soorten)
    - Geslacht: Gorilla (Gorilla's) (2 soorten)
      - Soort: Gorilla gorilla (Westelijke gorilla)
      - Soort: Gorilla beringei (Oostelijke gorilla)

  - Geslachtengroep: Hominini (3 soorten)
    - Geslacht: Pan (Chimpansees) (2 soorten)
      - Soort: Pan paniscus (Bonobo of dwergchimpansee)
      - Soort: Pan troglodytes (Chimpansee)

    - Geslacht: Sahelanthropus †
      - Soort: Sahelanthropus tchadensis †

    - Geslacht: Praeanthropus †
      - Soort: Praeanthropus tugenensis †

    - Geslacht: Ardipithecus †
      - Soort: Ardipithecus ramidus †

    - Geslacht: Australopithecus †
      - Soort: Australopithecus afarensis †
      - Soort: Australopithecus africanus †
      - Soort: Australopithecus anamensis †
      - Soort: Australopithecus garhi †

    - Geslacht Paranthropus †
      - Soort: Paranthropus aethiopicus †
      - Soort: Paranthropus boisei †
      - Soort: Paranthropus robustus †

    - Geslacht: Homo (1 soort)
      - Soort: Homo rudolfensis †
      - Soort: Homo habilis †
      - Soort: Homo georgicus †
      - Soort: Homo erectus †
      - Soort: Homo ergaster †
      - Soort: Homo cepranensis †
      - Soort: Homo antecessor †
      - Soort: Homo rhodesiensis † (Rhodesiëmens)
      - Soort: Homo heidelbergensis † (Heidelbergmens)
      - Soort: Homo neanderthalensis † (Neanderthaler)
      - Soort: Homo floresiensis † (Floresmens)
      - Soort: Homo sapiens (Mens)
        - Ondersoort: Homo sapiens idaltu †
        - Ondersoort: Homo sapiens sapiens (Cro-magnonmens)